# Чемпионат мира по шорт-треку среди юниоров 2007
Чемпионат мира по шорт-треку среди юниоров 2007 года проходил с 12-14 января в Млада Болеславе (Чехия).
Чемпионат включает в себя четыре дистанции — 500, 1000, 1500 и 1500 метров — суперфинал. На дистанциях сначала проводятся предварительные забеги, затем лучшие шорт-трекисты участвуют в финальных забегах. Чемпионом мира становится спортсмен, набравший наибольшую сумму очков по итогам четырёх дистанций. В случае равенства набранных очков преимущество отдаётся спортсмену занявшему более высокое место в суперфинале на дистанции 1500 м. Также проводятся с 2001 года эстафеты у девушек и у юношей на 2000 м. С 2019 года абсолютный чемпион не разыгрывается.

## Общий медальный зачёт
| Место | Страна           | Золото | Серебро | Бронза | Всего |
| ----- | ---------------- | ------ | ------- | ------ | ----- |
| 1     | Республика Корея | 9      | 6       | 4      | 19    |
| 2     | Китай            | 1      | 2       | 2      | 5     |
| 3     | США              | 0      | 2       | 0      | 2     |
| 4-6   | Канада           | 0      | 0       | 1      | 1     |
| 4-6   | Венгрия          | 0      | 0       | 1      | 1     |
| 4-6   | Россия           | 0      | 0       | 1      | 1     |

## Медалисты

### Юноши
| Дисциплина        | Золото                        | Серебро                                 | Бронза                        |
| ----------------- | ----------------------------- | --------------------------------------- | ----------------------------- |
| 500 м             | Вэй Цзигуан Китай             | Джефф Саймон США                        | Син Ву Чхуль Республика Корея |
| 1000 м            | Син Ву Чхуль Республика Корея | Ян Вон Хун Республика Корея             | Гао Мин Китай                 |
| 1500 м            | Ли Джун Су Республика Корея   | Син Ву Чхуль Республика Корея           | Виктор Кнох Венгрия           |
| 1500 м суперфинал | Ли Джун Су Республика Корея   | Син Ву Чхуль Республика Корея           | Ян Вон Хун Республика Корея   |
| Многоборье        | Син Ву Чхуль Республика Корея | Ли Джун Су Республика Корея             | Ян Вон Хун Республика Корея   |
| Эстафета-2000 м   | Син Ву Чхуль Ли Джун Су       | Джефф Саймон Саймон Чо Тревор Марсикано | место не присуждалось         |

### Девушки
| Дисциплина        | Золото                                                 | Серебро                        | Бронза                                    |
| ----------------- | ------------------------------------------------------ | ------------------------------ | ----------------------------------------- |
| 500 м             | Син Сэ Бом Республика Корея                            | Чжао Наньнань Китай            | Екатерина Белова Россия                   |
| 1000 м            | Ян Син Ён Республика Корея                             | Пак Сын Хи Республика Корея    | Чжао Наньнань Китай                       |
| 1500 м            | Ян Син Ён Республика Корея                             | Син Сэ Бом Республика Корея    | Пак Сын Хи Республика Корея               |
| 1500 м суперфинап | Ян Син Ён Республика Корея                             | Пак Сын Хи Республика Корея    | Кун Сюэ Китай                             |
| Многоборье        | Ян Син Ён Республика Корея                             | Син Сэ Бом Республика Корея    | Пак Сын Хи Республика Корея               |
| Эстафета-2000 м   | Республика Корея · Ян Син Ён · Син Сэ Бом · Пак Сын Хи | Чжао Наньнань Кун Сюэ Ван Шуан | Валери Мальте Ивани Блонден Валери Ламбер |